# Canton de Dainville
Le canton de Dainville est une ancienne division administrative française située dans le département du Pas-de-Calais et la région Nord-Pas-de-Calais.

## Géographie

Le Canton de Dainville dans l'arrondissement d'Arras

Ce canton est organisé autour de Dainville dans l'arrondissement d'Arras. Son altitude varie de 53 m (Sainte-Catherine) à 145 m (Acq) pour une altitude moyenne de 88 m.

## Histoire
Le canton a été créé en 1992 en scindant en deux l'ancien canton d'Arras-Nord. Il a été supprimé lors du redécoupage de 2014.

## Administration
| Période | Période | Identité            | Étiquette | Qualité                                                                               |
| ------- | ------- | ------------------- | --------- | ------------------------------------------------------------------------------------- |
| 1992    | 1998    | Jean-Marie Truffier | UDF       | Médecin généraliste Maire de Marœuil Ancien conseiller général du canton d'Arras-Nord |
| 1998    | 2015    | Françoise Rossignol | PS        | Professeur d'Anglais Maire de Dainville (2008 → ) Vice-présidente du conseil général  |

## Composition
Le canton de Dainville regroupait 10 communes et comptait 17 370 habitants (recensement de 1999 sans doubles comptes).
| Communes                   | Population (2012) | Code postal | Code Insee |
| -------------------------- | ----------------- | ----------- | ---------- |
| Acq                        | 502               | 62144       | 62007      |
| Anzin-Saint-Aubin          | 2 470             | 62223       | 62037      |
| Dainville                  | 5 392             | 62000       | 62263      |
| Duisans                    | 1 091             | 62161       | 62279      |
| Écurie                     | 297               | 62223       | 62290      |
| Étrun                      | 326               | 62161       | 62320      |
| Marœuil                    | 2 509             | 62161       | 62557      |
| Mont-Saint-Éloi            | 1 018             | 62144       | 62589      |
| Roclincourt                | 748               | 62223       | 62714      |
| Sainte-Catherine-lès-Arras | 3 017             | 62223       | 62744      |

## Démographie
| 1999   | 2006   | 2011   | 2012   |
| ------ | ------ | ------ | ------ |
| 17 370 | 17 832 | 18 505 | 18 803 |